# 鐵特河

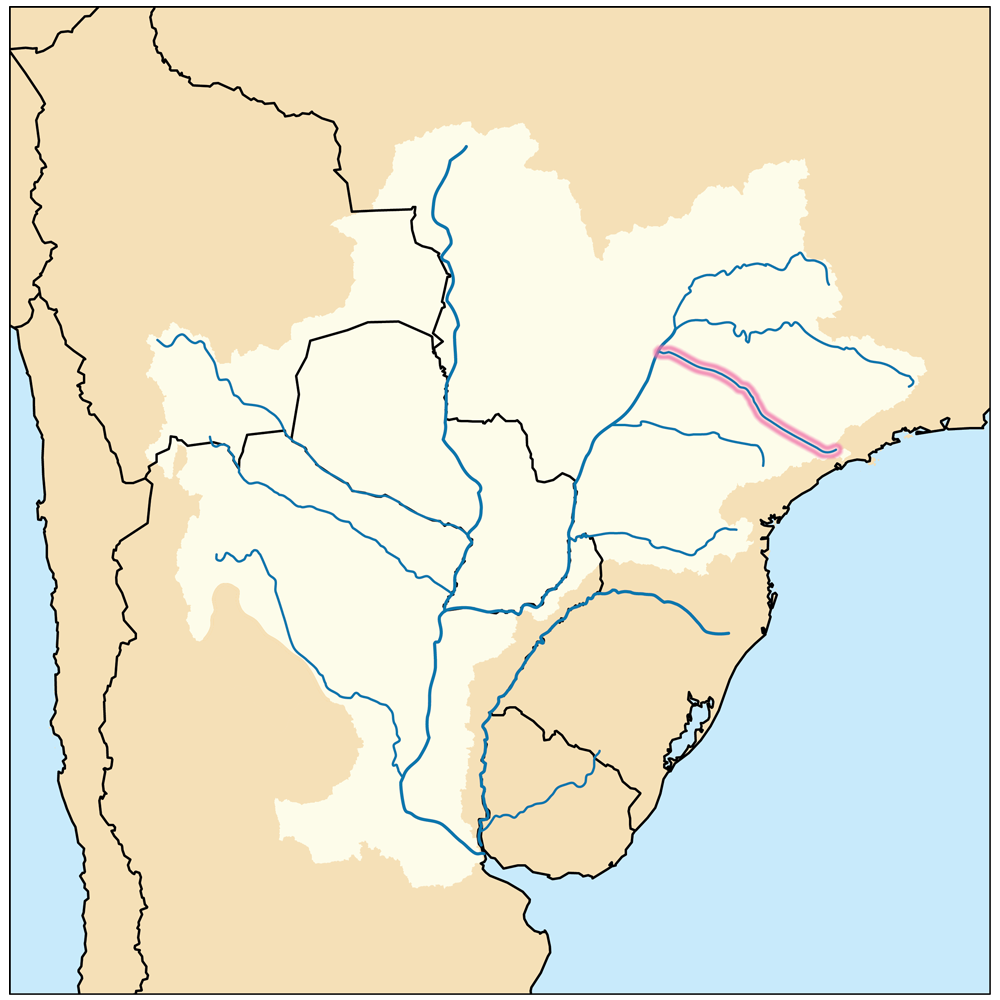
巴拉那河流域地圖，紫色為鐵特河

鐵特河（葡萄牙語：Rio Tietê）是南美洲的河流，位於巴西聖保羅州，河道全長1,136公里。雖然發源地離海岸只有22公里的地方，但高山地勢使河道往西北方向流向內陸，流經聖保羅州，最後進入巴拉那河。

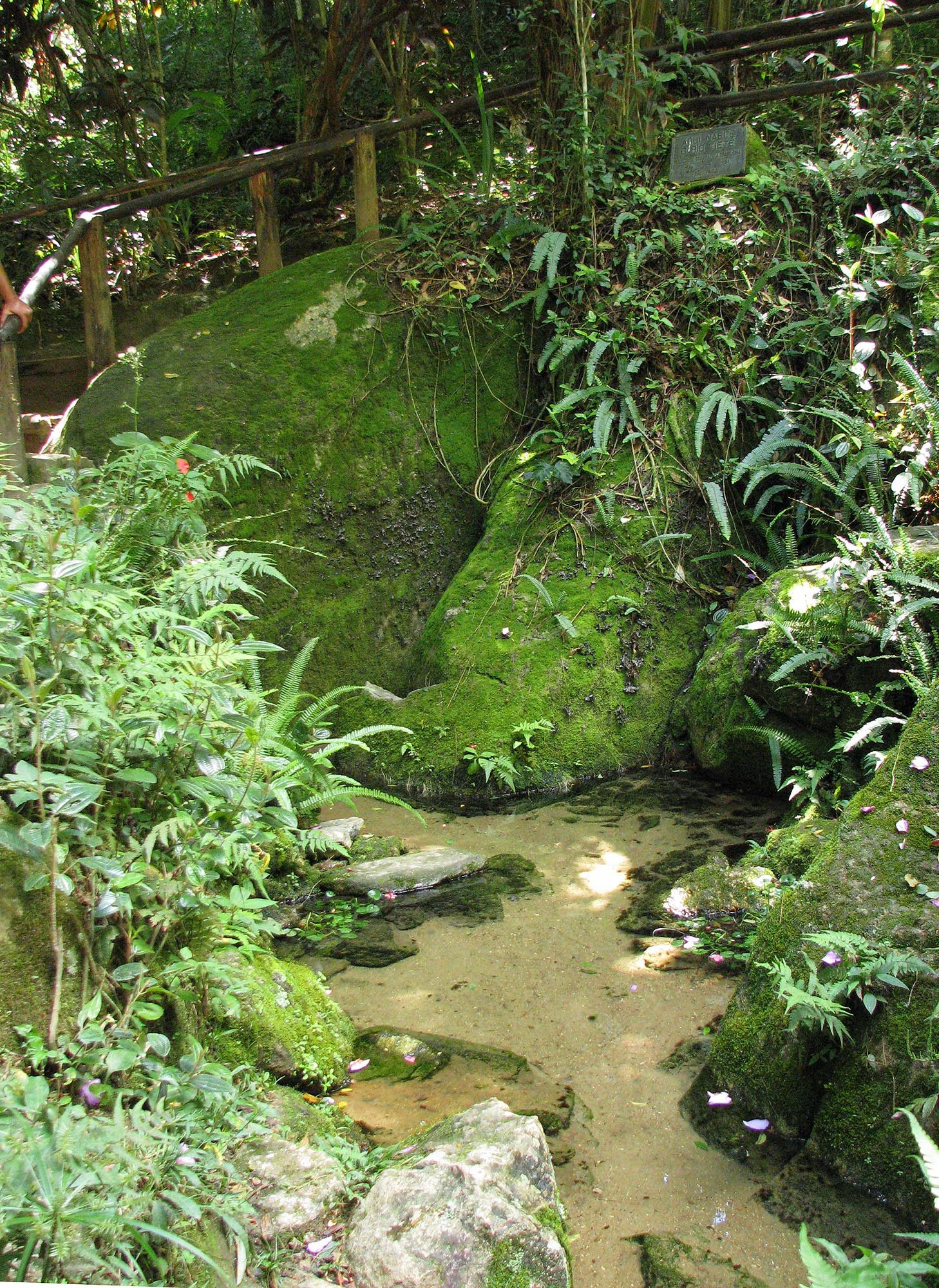
鐵特河發源地